# Yatung (arrondissement)
Yatung Dzong, Chinees: Yadong Xian (Tibetaans voor ruisende diepe vallei) is een arrondissement in de prefectuur Shigatse in het zuiden van de Tibetaanse Autonome Regio in de Volksrepubliek China.
De hoofdstad van Yatung is de gelijknamige plaats Yatung. Yatung ligt in het middelste gedeelte van de Himalaya. Het arrondissement heeft een oppervlakte van 4306 km² en een populatie van ongeveer 10.000.
Het ligt aan de grens met Sikkim, waarmee het verbonden is via de Nathu La-pas. Pali staat bekend als de hoogste stad ter wereld. De belangrijkste toeristische trekpleisters zijn de kloosters Dungkhar en Gajiu en de hydrothermale bron van Kangbu.
In het noorden ligt de temperatuur in januari gemiddeld op -9 °C en in de zomer op 8 °C. Gemiddeld ligt de temperatuur op 0 °C jaarlijks. Er valt jaarlijks gemiddeld 410 mm neerslag. Het ligt op een hoogte van gemiddeld 4300 meter. In het zuiden dat op een hoogte van 2000 tot 3400 meter ligt, is de temperatuur hoger.

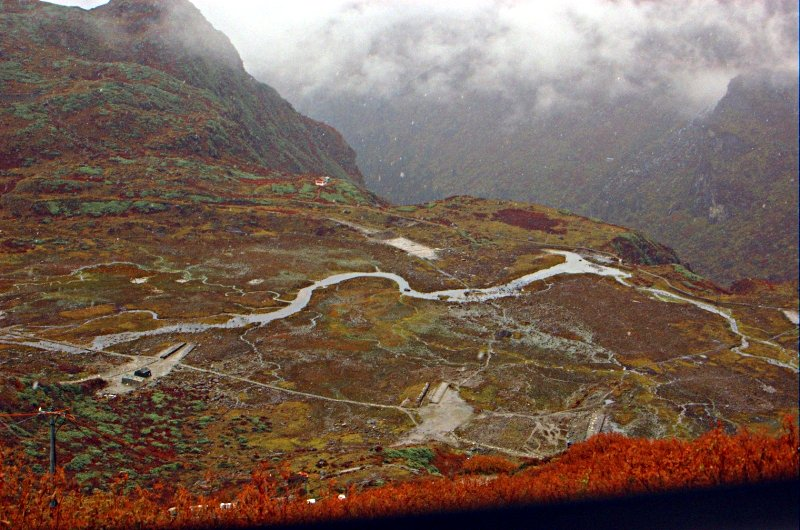
Natuur in de regio